# روبئک
روبئک (به لاتین: Rubik) یک شهر در آلبانی است که در ناحیه میردیته واقع شده‌است.